# Ян Арпаш
Ян Арпаш (словац. Ján Arpáš; нар. 7 листопада 1917, Пресбург — пом.16 квітня 1976, Братислава) — словацький та чехословацький футболіст, нападник. Автор першого голу та першого хет-трику в історії збірної Словаччини.

## Кар'єра

### Клубна кар'єра
Ян Арпаш розпочав кар'єру в 1939 році в клубі «Слован» із Братислави, який у той період мав назву СК «Братислава». У 1940–1944 роках чотири рази ставав чемпіоном Словаччини та тричі — найкращим бомбардиром. Загалом у чемпіонатах незалежної Словаччини забив 111 (за іншими даними 109) голів та був найкращим бомбардиром за всю історію турніру, поки вже в новітній історії його рекорд не побив Роберт Семеник.
З 1945 року став виступати за клуб у чемпіонаті Чехословаччини. З урахуванням чемпіонатів Чехословаччини грав за «Слован» сім сезонів, у яких провів 166 матчів і забив 151 м'яч (за іншими даними — 146 голів з урахуванням 7 м'ячів у 1950–1952 роках).

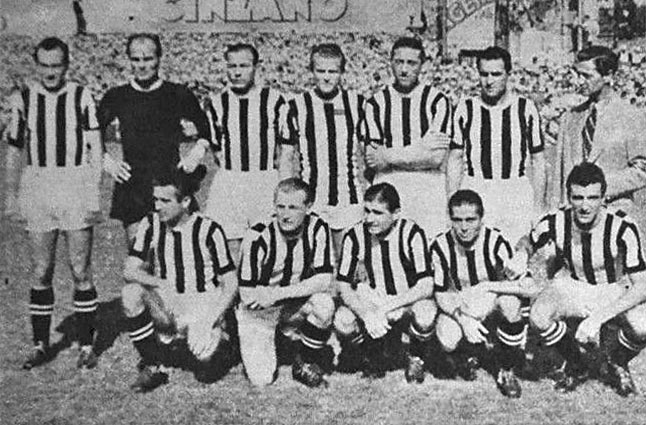
Ян Арпаш (стоїть третій зліва) у 1947 році в «Ювентусі».

У 1947 році Арпаш перейшов у туринський «Ювентус», який шукав заміну Честмиру Вицпалеку.
14 вересня 1947 року Арпаш дебютував у «Ювентусі» і в першому ж матчі з клубом «Алессандрія» забив 2 голи, принісши перемогу своєму клубу з рахунком 3:1. Але потім Арпаш перестав забивати, а згодом взагалі випав зі складу, де його з успіхом замінив П'єтро Маньї. Через ці невдачі Арпаш замкнувся в собі, спілкуючись з іншими гравцями клубу і керівництвом команди тільки на матчах.
У квітні 1948 року головний тренер «Ювентуса» Ренато Чезаріні помітив відсутність Арпаша на тренуванні, хтось із гравців пожартував, що той ще валяється у ліжку. Чезаріні перевірив, але у номері його не було. Через деякий час до «Ювентуса» прийшла каблограма з Братислави, в якій гравець повідомив, що його здоров'ю нічого не загрожує, він із сім'єю і попросив відпустити його з «Юве». Через його раптове прощання не мало хто припустив, що Арпаш був шпигуном.
Повернувшись до Братислави, футболіст отримав дворічну дискваліфікацію через скаргу від «Ювентуса», після завершення якої ще три сезони грав за «Слован» і у 1950 та 1951 роках ставав чемпіоном Чехословаччини.

### Кар'єра у збірній
У 1939–1944 роках Арпаш зіграв 12 матчів і забив 4 голи за збірну Словаччини. Дебютний матч Ян зіграв 27 серпня 1939 року проти Німеччини (2:0), цей матч був першим в історії збірної Словаччини. Арпаш забив у цьому матчі перший гол, відкривши рахунок на 19-й хвилині.
9 квітня 1944 року проти Хорватії провів свій останній матч за збірну, в якому зробив хет-трик, перший в історії збірної, але словаки програли 3:7.
Після Другої світової війни збірна Словаччини була розпущена і місцеві гравці стали виступати за збірну Чехословаччини, але за неї Арпаш не провів жодної гри.

## Досягнення
- Чемпіон Словаччини: 1939/40, 1940/41, 1941/42, 1943/44
- Чемпіон Чехословаччини: 1950, 1951
- Найкращий бомбардир чемпіонату Словаччини: 1940/41 (19 голів), 1941/42 (19 голів), 1943/44 (28 голів)

## Статистика

### Голи за збірну
| 1. | 27 серпня 1939 | Стадіон «Слована», Братислава, Словацька республіка | Німеччина | 2–0 | Товариський матч |  |  |  |  |  |  |
| 2. | 9 квітня 1944  | «Конкордія», Загреб, Незалежна Держава Хорватія     | Хорватія  | 7–3 | Товариський матч |  |  |  |  |  |  |
| 3. | 9 квітня 1944  | «Конкордія», Загреб, Незалежна Держава Хорватія     | Хорватія  | 7–3 | Товариський матч |  |  |  |  |  |  |
| 4. | 9 квітня 1944  | «Конкордія», Загреб, Незалежна Держава Хорватія     | Хорватія  | 7–3 | Товариський матч |  |  |  |  |  |  |
|    |                |                                                     |           |     |                  |  |  |  |  |  |  |